# Escriptura dels ossos oraculars
L'escriptura dels ossos oraculars (Xinès: 甲骨文) és el conjunt de caràcters xinesos antics que es troben incisos en els ossos oraculars. Es tracta d'ossos d'animals o plastrons de tortuga (part ventral de la closca) utilitzats en l'endevinació a la Xina durant l'edat del bronze. S'utilitzaven majoritàriament per a les endevinacions piromàntiques de la casa reial de finals de la Dinastia Shang a la capital de Yin (l'actual Anyang, Província de Henan); Els exemples conservats d'Anyang de l'escriptura dels ossos oraculars daten dels segles XIV - XI aC fins al 1200-1050 aC Molt pocs escrits d'ossos oraculars daten dels inicis de la posterior Dinastia Zhou, perquè la piromància va caure en desgràcia i es va fer més comuna l'endevinació mitjançant Milfulles.
Els darrers escrits dels ossos oraculars de l'èpca Shang, juntament amb alguns caràcters de la mateixa època en un estil diferent gravats en bronzes, constitueixen el corpus significatiu més antic de l'escriptura xinesa, el qual és essencial per a l'estudi de l'etimologia xinesa, per tal com l'escriptura Shang és l'antecedent directe de l'escriptura xinesa moderna. També és el membre conegut més antic i antecessor de la família d'escriptures xineses.

## Nom
El terme xinès per referir-se a aquest sistema d'escriptura és jiǎgǔwén (甲骨文 "escriptura de closca i os"). És una abreviació de guījiǎ shòugǔ wénzì (龜甲獸骨文字 "escriptura de closca de tortuga i os d'animal"), que va aparèixer als anys 1930 com a traducció del terme anglès "inscriptions upon bone and tortoise shell" (inscripcions sobre os i closca de tortuga) usat per primera vegada pel missioner americà Frank H. Chalfant (1862–1914) en el llibre Early Chinese Writing el 1906. Inicialment, els autors xinesos utilitzaven diversos noms per referir-se a aquesta escriptura i a les inscripcions, que es basaven en el lloc d'on procedien (Yinxu), la finalitat (bǔ 卜 "endevinanar") o el mètode d'escriptura (qì 契 "gravar").
Com que la majoria d'ossos oraculars daten de finals de la dinastia Shang, l'escriptura dels ossos oraculars és bàsicament una escriptura Shang.

## Precursors
És evident que l'escriptura Shang va experimentar un període de desenvolupament abans de l'escriptura dels ossos oraculars d'Anyang, donada la seva maduresa. No obstant això, no s'ha descobert una quantitat significativa d'escriptura clarament identificable d'època anterior o dels inicis del període mitjà de la cultura Shang. Els pocs símbols neolítics trobats en ceràmica, jade o os en una varietat de jaciments culturals de la Xina són molt controvertits, i no hi ha consens que cap d'aquests estigui relacionats directament amb l'escriptura dels ossos oraculars Shang.
Tot i així, els primers símbols neolítics descoberts a la Xina procedeixen de Jiahu , Dadiwan i Damaidi.

##### Jiahu
Jiahu és un jaciment neolític en la conca del riu Groc , en el comtat de Wuyang , Henan , que data del 6600 al 6200 a. C. En aquest jaciment s'han trobat plastrons de tortuga que van ser perforats i inscrits amb marques. Els acadèmics assenyalen que l'ús d'aquests símbols individuals no ha d'equiparar-se amb l'escriptura, encara que pot representar una etapa formativa anterior. En paraules dels arqueòlegs que van fer l'últim descobriment de Jiahu:
"No interpretem aquests signes com a escriptura en si, sinó com a característiques d'un llarg període d'ús de signes que va conduir finalment a un sistema d'escriptura plenament desenvolupat... L'estat actual del registre arqueològic a la Xina, que mai ha estat objecte d'un examen arqueològic intensiu com, per exemple, Egipte o Grècia, no ens permet dir exactament en quin període del Neolític els xinesos van inventar la seva escriptura. El que va persistir al llarg d'aquests llargs períodes va ser la idea de l'ús de signes. Encara que és impossible en aquest moment rastrejar una connexió directa entre els signes Jiahu i els caràcters Yinxu [ d ] , proposem que es van produir processos evolutius lents, vinculats a la cultura, que van adoptar la idea de l'ús de signes en diversos entorns al voltant del riu Groc. No hem d'assumir que va haver-hi un sol camí o ritme per al desenvolupament d'una escriptura".

—  Li Xueqin i altres, 2003
A més, la bretxa de cinc mil·lennis entre Jiahu i Shang és una gran distància i fa que les connexions siguin poc probables, com va afirmar clarament l'historiador i paleògraf xinès Li Xueqin, i abans del descobriment de molta evidència relacionada, és difícil considerar que els dos estiguin connectats.David Keightley va dir a la BBC la idea similar:
"Hi ha una diferència d'uns 5.000 anys. Sembla sorprenent que estiguin relacionats […] No podem anomenar-ho escriptura fins que tinguem més proves".

##### Dadiwan
Dadiwan (5800–5400 a. C. ) és un jaciment neolític descobert en el comtat de Qin'an , Gansu . En la seva fase més primerenca es van trobar símbols pintats en les superfícies internes de bols de ceràmica.  Excavacions més recents allí també han descobert una serie de símbols neolítics.

##### Damaidi
Damaidi , a la muntanya Beishan en Ningxia , s'han descobert 3.172 gravats en penya-segats que daten de 6000-5000 a. C. en una àrea de 15 quilòmetres quadrats, inclosos 8.453 tipus diferents d'imatges com a cossos celestes, déus i escenes de caça o pasturatge. Els investigadors han identificat 2.000 símbols pictòrics, que van dir que són similars a formes posteriors de caràcters antics i molts poden identificar-se com a tals.

## Estil

Escriptura dels ossos oraculars Shang: 虎 hǔ 'tigre'

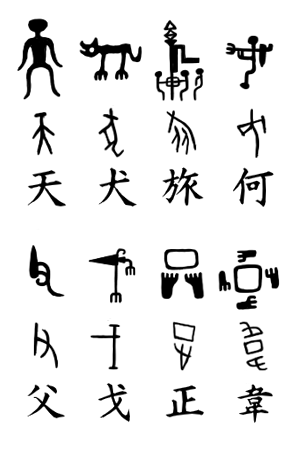
Comparació entre l'escriptura de bronze Shang, escriptura dels ossos oraculars i escriptura xinesa regular

Escriptura dels ossos oraculars Shang: 目 mù 'ull'

L'escriptura dels ossos oraculars dels últims Shang té un caràcter pictogràfic, igual que el seu contemporani, l'escriptura xinesa de bronze dels Shang. Les inscripcions més primerenques dels ossos oraculars tenen un caràcter més pictogràfic que les de l'última època del període, (per tant hi va haver evolució durant un període d'uns 200 anys). Si es compara l'escriptura dels ossos oraculars Shang amb l'escriptura dels inicis del període Zhou de l'Oest en bronzes, l'escriptura dels ossos oraculars està clarament simplificada en gran manera, i les formes arrodonides sovint es converteixen en rectilínies; es creu que és degut a la dificultat de gravar sobre les superfícies dures, òssies, en comparació amb la facilitat de fer-ho sobre l'argila humida dels motlles dels bronzes. L'estil més detallat i més pictòric dels gràfics de bronze es pensa que és més representatiu de la típica escriptura Shang (normalment com s'hauria produït en els llibres de bambú) que les formes d'escriptura dels ossos oraculars, i aquest estil típic ha continuat evolucionant cap a l'escriptura de període Zhou i després cap a l'escriptura de segell dels Qin al període Zhou tardà.
Se sap que els Shang també van escriure amb pinzell i tinta, ja que s'han trobat escrits en pinzell en algunes ceràmiques, petxines, ossos, jade i altres objectes de pedra, i hi ha proves que també van escriure sobre bambú (o sobre fusta) de manera semblant als llibres que es van trobar de finals del període Zhou fins al Han, per tal com en una inscripció d'un os oracular s'hi ha trobat el caràcter d'un pinzell per escriure (聿 yù, que descriu una mà que aguanta un raspall d'escriptura) i el d'un llibre de bambú (冊 cè, un llibre de llistons verticals prims amb la corda horitzontal que els lliga, com una persiana veneciana girada 90 graus). Atès que la facilitat de l'escriptura amb un pinzell és encara més gran que la de l'escriptura amb un llapis sobre argila humida, se suposa que l'estil i l'estructura dels caràcters Shang en bambú van ser similars als dels bronzes, i també que la major part de l'escriptura es va fer amb pinzell en aquell tipus de llibres. Un fet que també sustenta aquesta hipòtesi és la reorientació que van patir alguns caràcters, girant-los 90 graus perquè cabessin millor en llistons estrets i llargs; aquesta modificació s'hauria desenvolupat sobre llistons de bambú o de fusta dels llibres i aplicat després a l'escriptura dels ossos oraculars. A més, l'escriptura dels caràcters en columnes verticals, de dalt a baix, és majoritàriament una contribució dels llibres de bambú a les inscripcions dels ossos oraculars. En alguns casos, les línies s'escriuen de forma horitzontal, per tal de fer coincidir el text amb les esquerdes endevinatòries o les columnes de text giren 90 graus a la meitat del flux, però aquestes són excepcions al patró normal d'escriptura. Les columnes verticals del text en escriptura xinesa són tradicionalment ordenades de dreta a esquerra; aquest patró es troba en les inscripcions de bronze de la dinastia Shang. L'escriptura dels ossos oraculars sovint està arranjada de manera que les columnes comencen a prop del mig de la closca o de l'os, i avança cap a la vora, de manera que els dos costats estan disposats com una imatge especular.

## Estructura i funció

Diverses maneres d'escriure 寅, la 3a Branca Terrenal, en escriptura dels ossos oraculars

Malgrat la naturalesa pictogràfica de l'escriptura dels ossos oraculars, és un sistema d'escriptura plenament funcional i madur de la dinastia dels Shang, capaç de representar completament la llengua xinesa antiga i no només algunes classes de missatges.  Aquest nivell de la maduresa clarament implica un període més primerenc de desenvolupament de com a mínim diversos centenars d'anys. Des dels seus orígens com a presumptes pictogrames i senyals, per la dinastia Shang, la majoria dels gràfics ja estaven convencionalitzats d'una manera tan simplificada que el significat de molts pictogrames no és immediatament aparent.  Comparant, per exemple, el tercer i el quart caràcter de la imatge de baix, sense una acurada investigació per comparar aquests a formes posteriors, probablement no se sabria que aquests representaven 豕 shĭ "porc" i 犬 quǎn "gos" respectivament. Segons les notes de Boltz (1994 & 2003 p. 31–33), la majoria dels caràcters dels ossos oraculars no es representen de manera realista per als qui no coneixen l'escriptura; tot i que en el seu origen fossin pictogràfics, ja no ho eren funcionalment. Boltz, en canvi els anomena zodiògrafs (p. 33), recordant-nos que funcionalment representen paraules, i només a través de les paraules representen conceptes, mentre per raons similars Qiu els anomena semantògrafs.

Escriptura dels ossos oraculars: (d'esquerra a dreta) 馬/马 mǎ "cavall", 虎 hǔ "tigre", 豕 shĭ "porc", 犬 quǎn "gos", 鼠 shǔ "rata i ratolí", 象 xiàng "elefant", 豸 zhì "bèsties de presa", 龜/龟 guī "tortuga", 爿 qiáng "taula baixa" (ara 床 chuáng), 為/为 wèi "dirigir" (ara "fer" o "per"), i 疾 jí "malaltia"

Cap a les darreries de l'escriptura dels ossos oraculars Shang, els caràcters ja havien evolucionat cap a una gran varietat de funcions no pictogràfiques, i incloïen tots els principals caràcters xinesos actuals. Els caràcters fonètics, compostos de préstecs semanticofonètics, i compostos associatius ja eren comuns. Una anàlisi estructural i funcional dels caràcters dels ossos oraculars indicava que el 23% eren pictogrames, el 2% indicatius simples, el 32% compostos associatius, l'11% préstecs fonètics, el 27% de compostos foneticosemàntics, i el 6% incert.
Tot i que sigui un sistema d'escriptura plenament funcional, l'escriptura dels ossos oraculars no va ser plenament regular o estandarditzada. Al començament del període Zhou occidental, aquest tret s'havia esvaït, però en ambdós períodes, l'escriptura no era totalment estandarditzada; existeixen formes variants de caràcters (en les moltes maneres per escriure yín (寅) la 3a Branca Terrenal a la dreta), i la mida i orientació dels caràcters també és irregular. Quan un caràcter s'inverteix horitzontalment es refereix generalment a la mateixa paraula, i hi ha components addicionals que de vegades es presenten sense canviar el significat. Aquestes irregularitats van persistir fins a l'estandardització de l'escriptura de segell durant la dinastia Qin .
Dels milers de caràcters trobats en tots els fragments d'os, la majoria no s'han pogut desxifrar. Un causa d'això pot ser perquè els components dels caràcters dels ossos oraculars poden diferir de caràcters més tardans, per exemple, el caràcter estàndard actual per a "tardor" (秋) apareix amb el component 禾 ("tronc d'una planta") i un segon component 火 ("foc"), mentre que en l'escriptura dels ossos oraculars el caràcter representava un insecte- una figura amb antenes - ja sigui un grill o una llagosta, amb una variant que representa el foc  a sota d'aquesta figura. En aquest cas, el caràcter modern és una simplificació d'una variant arcaica 𪛁 (o 𥤚) que és més propera a la forma de l'escriptura dels ossos de l'oracle, tot i que la figura de l'insecte es confon amb el caràcter semblant a "tortuga" (龜) i l'addició del component 禾. (Una altra simplificació més rara de 𪛁 és 龝, amb 龜 en lloc de 火).
Una altra motiu és que alguns caràcters només existeixen a l'escriptura dels ossos oraculars, ja que van deixar d'usar-se més tard (generalment substituïts per altres caràcters més nous). En aquests casos, es pot arribar a desxifrar el significat del caràcter mitjançant el context, si és disponible. Un bon exemple es mostra en la imatge de la galeria inferior, etiquetada com a "Escriptura dels ossos oraculars per Primavera". El caràcter superior esquerre d'aquesta imatge no té una correspondència xinesa moderna coneguda. Un dels caràcters més coneguts, tanmateix, es mostra directament sota d'aquest com un triangle rectangular isòsceles amb una línia que talla la part superior. Aquest  és el caràcter d'escriptura dels ossos oraculars per 王 wáng ("rei").

## Ossos oraculars de la dinastiaZhou

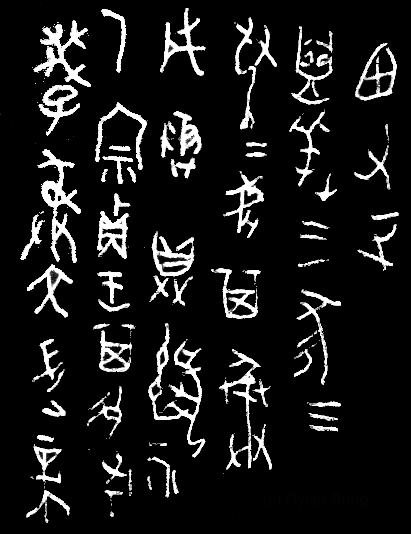
Còpia de mà d'una inscripció Zhou

El nombre d'ossos oraculars amb inscripcions contemporànies del final de l'era Shang i el començament de l'era Zhou és relativament petit en comparació amb tot el corpus d'inscripcions Shang. Fins a 1977, només es coneixien unes quantes closques i objectes ossis amb inscripcions. Les inscripcions relacionades amb Zhou s'han desenterrat a partir la dècada de 1950, i amb fragments que contenien només un o dos caràcters. L'agost de 1977, es va descobrir un tresor amb molts de milers de peces en una zona estretament relacionada amb el cor de l'antiga Zhou. D'aquests, només dues o tres-centes peces tenien inscripcions.

##### Diferencies amb les inscripcions de la dinastia Shang
Les diferències més significatives les trobem en el suport principalment, mentre que les Shang són completament en ossos oraculars d'origen animal, la dinastia Zhou introdueix l'ús del bronze com a suport. Un altre element clau és l'ús del llenguatge; mentre que els Shang usaven un llenguatge rígid, formal i codificat amb un ús concís, els Zhou tendeixen a ser més elaborats en les seves inscripcions, fent ús inclús de la narrativa per les seves demandes. Aquest canvi cap a un estil menys rígid, segons Keightley, denota un incipient interès en els aspectes culturals, històrics i fins i tot polítics, en oposició a l'estil pràctic i cerimonial, amb gran atenció al ritual de realització d'aquestes inscripcions, que tenien els Shang.
Temàticament trobem que els Shang inclouen temes en les seves endevinacions com poden ser els pronòstics meteorològics, les recol·leccions agrícoles, la salut de la família reial i consultes sobre els sacrificis i la relació amb els avantpassats. Trobem un èmfasi en el món espiritual i la interacció entre els humans i els déus o avantpassats. Per contra, els temes de la dinastia Zhou són més amples i sovint inclouen motius morals; encara que es manté la preocupació per la divinació, és comú trobar reflexions sobre la legitimitat del mandat celeste, el Tianming, mesclat amb altres registres històrics. Apareix la preocupació per justificat el poder polític i establir una narrativa dinàstica. El centre de les inscripcions són doncs l'ordre còsmic i la legitimació del poder.
Tècnicament podem trobar també diferències. El procés dels Shang és meticulós i ritual, cremant les inscripcions posteriorment de la seva realització per aconseguir esquerdes que interpretaven com a respostes divines. Les inscripcions tenien tres parts: el tema o la pregunta, el pronòstic i el resultat anterior (encara que aquesta última a vegades no apareix). Els Zhou perfeccionen la tècnica d'incisió i inscripció, l'objecte esdevé més elaborat i amb caràcters més detallats, i en general fan un ús més artístic del suport.

## Estudis

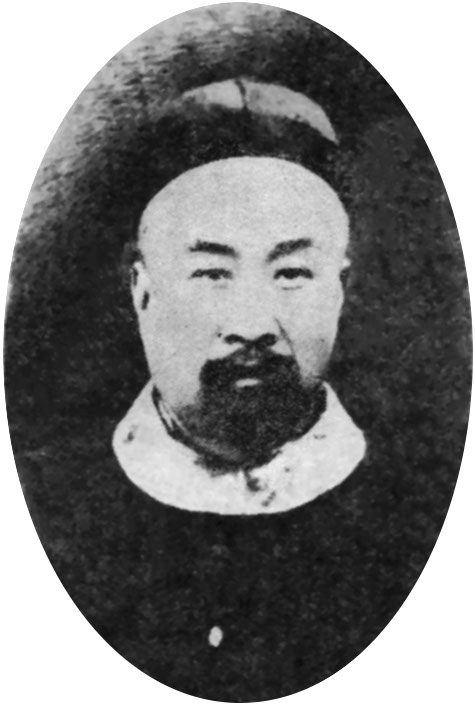
Wang Yirong, investigador i polític xinès, fou el primer que va reconèixer les inscripcions dels ossos oraculars com a escriptura antiga.

Entre els investigadors xinesos importants que han fet contribucions significatives a l'estudi de l'escriptura dels ossos oraculars, destaquen especialment els següents:
- Wang Yirong reconeix els caràcters com l'antiga escriptura xinesa en 1899.
- Liu E va recollir cinc mil fragments d'os d'oracle, va publicar el primer volum d'exemples i calcs el 1903, i va identificar correctament trenta-quatre caràcters.
- Sun Yirang fou el primer investigador seriós d'ossos oraculars.
- Luo Zhenyu va recollir més de 30.000 ossos oraculars i va publicar diversos volums, va identificar els noms del reis Shang, i per això va identificar els ossos d'oracle com a objectes del regnat Shang.
- Wang Guowei va demostrar que el cicle commemoratiu dels reis Shang apareix a la llista Qian Registres del Gran Historiador  dels reis de Sima.
- Dǒng Zuòbīn (zh:董作賓, 1895–1963) va identificar els endevinadors i va establir una cronologia dels ossos oraculars, així com altres nombrosos criteris de datació.
- Guo Moruo, editor del Heji, la col·lecció publicada més gran d'ossos d'oracle.
- Ken-ichi Takashima, primer erudit que va tractar sistemàticament el llenguatge dels ossos oraculars des de la perspectiva de la lingüística moderna.

## Codificació informàtica
S'està preparant una proposta  Els Codepoints a Unicode Plan 3 (el pla terciari ideogràfic) han estat assignats provisionalment.
La proposta per incloure l'escriptura dels ossos oraculars a Unicode, iniciada a principis de la dècada de 2020, pretén incloure aproximadament 4.500 caràcters únics al Pla 3 (Tertiary Ideographic Plane), un espai reservat per a caràcters ideogràfics antics.
El Pla 3 de Unicode ofereix un marc tècnic que permet preservar la complexitat i variabilitat dels caràcters dels ossos oraculars. Els Codepoints assignats provisionalment permetran als investigadors, Michael Everson, Rick McGowan, Ken Whistler, V.S. Umamaheswaran,  i sistemes informàtics representar digitalment aquests antics símbols amb precisió, facilitant la seva anàlisi, comparació i estudi.
Entre els principals desafiaments tècnics hi ha la diversitat de traçats, les variants regionals i la necessitat de representar amb precisió caràcters que mostren diferències subtils. Cada caràcter requereix una anàlisi detallat per garantir una codificació que respecti la seva integritat paleogràfica.
La implementació d'aquest projecte tindrà implicacions rellevants per a la recerca arqueològica, lingüística i historiogràfica, permetent eines digitals avançades per a l'estudi de l'escriptura xinesa més antiga coneguda.

## Mostres

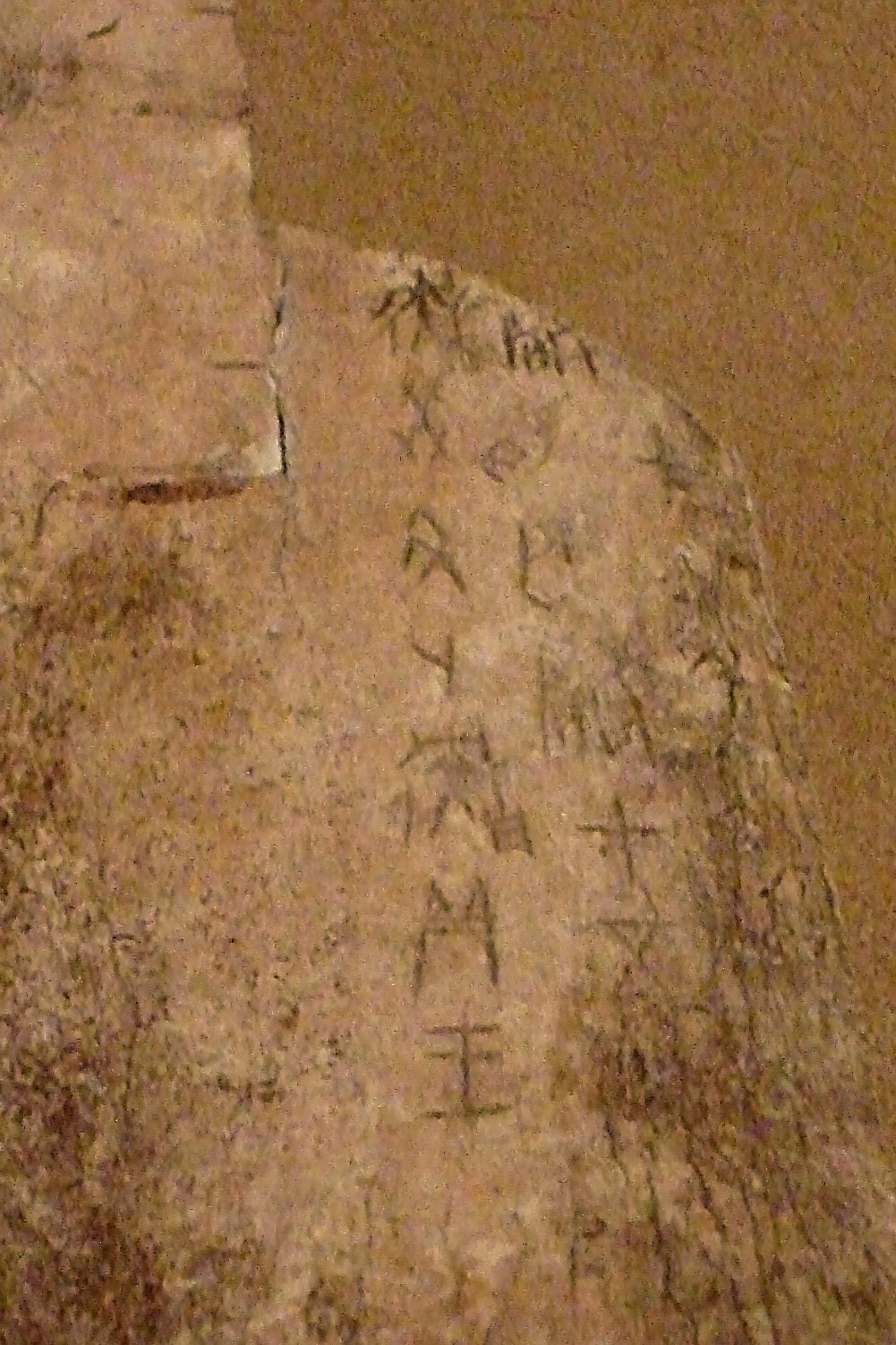
Un os oracular (incomplet) amb una demanda d'endevinació del rei Shang sobre si hi hauria desgràcia en els propers deu dies
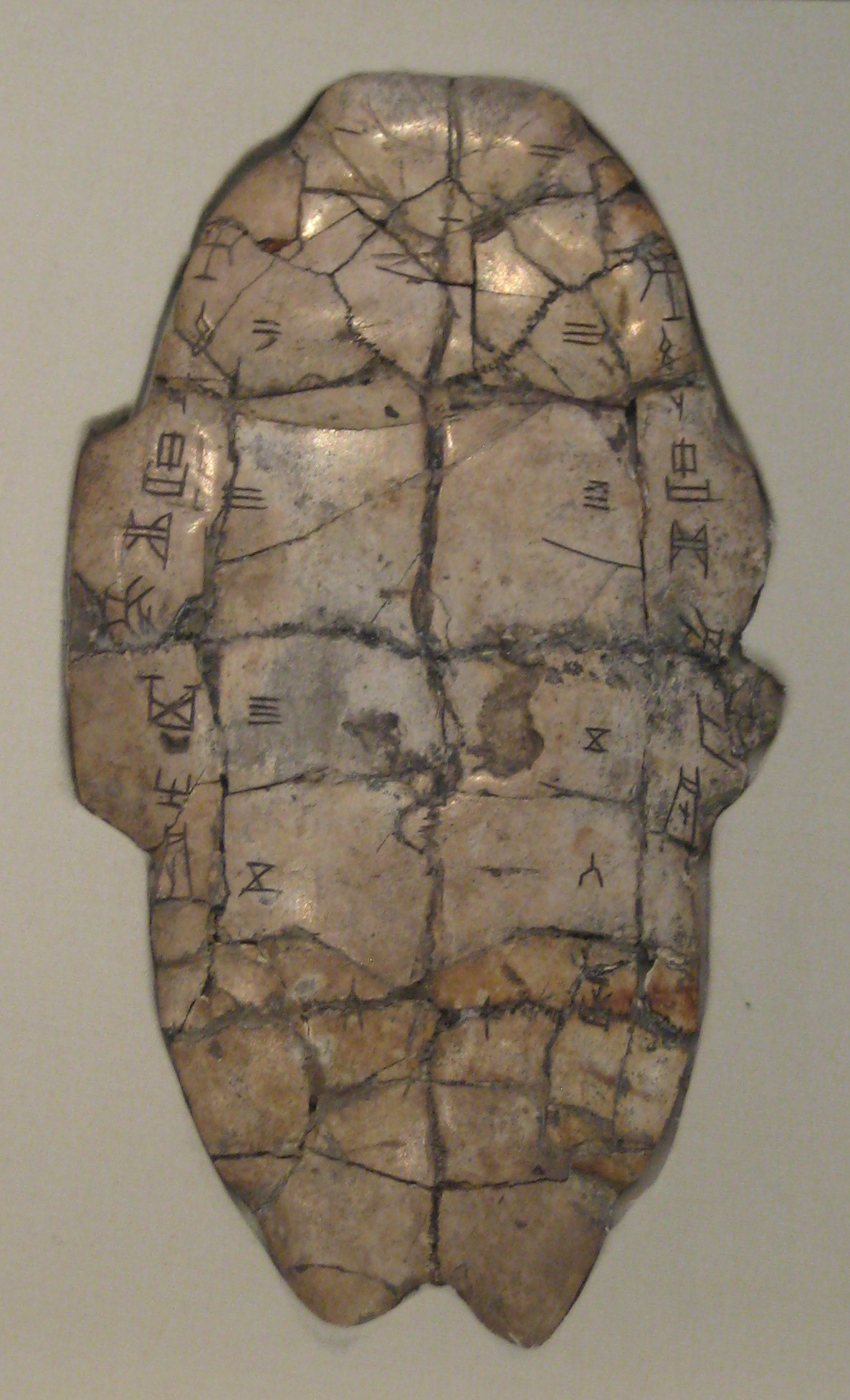
Plastró de tortuga amb inscripcions endevinatòries datades del regnat de Wu Ding
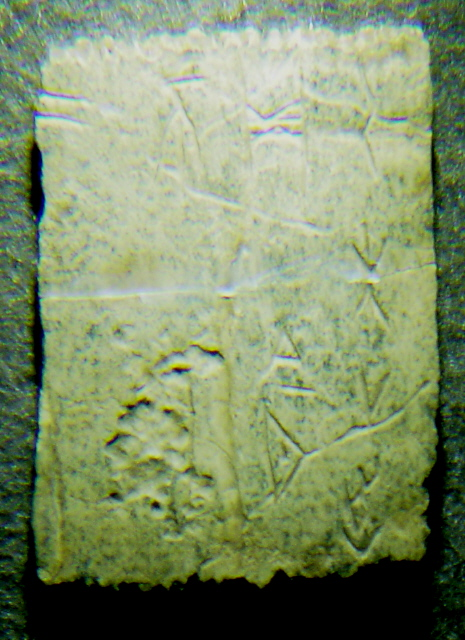
Escriptura d'oracle d'endevinació
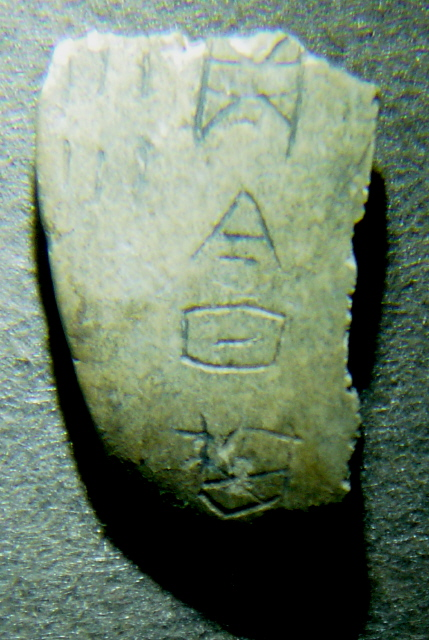
Inscripció oracular demanant sobre la pluja: "Avui, plourà?"
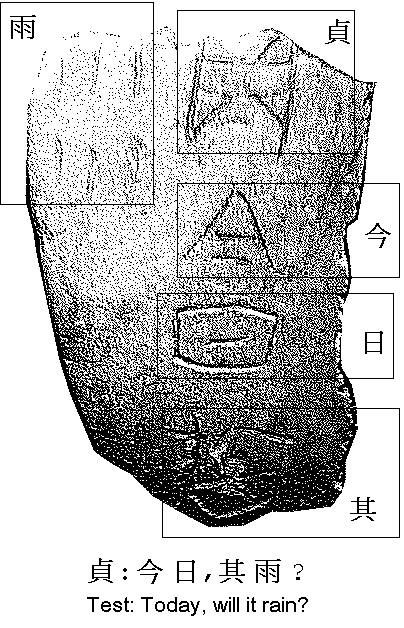
Inscripció oracular demanant sobre la pluja (amb anotacions)
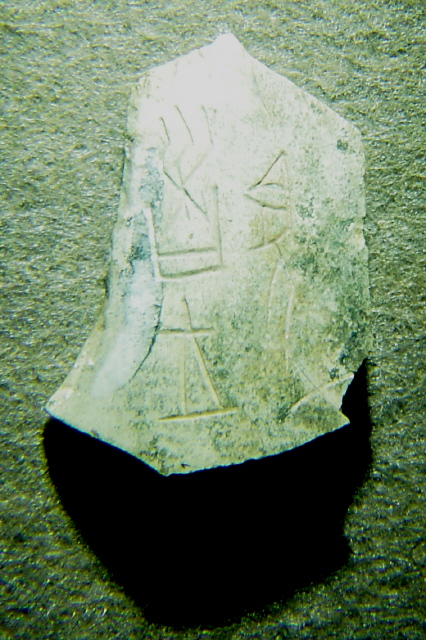
Escriptura dels ossos oraculars per Primavera
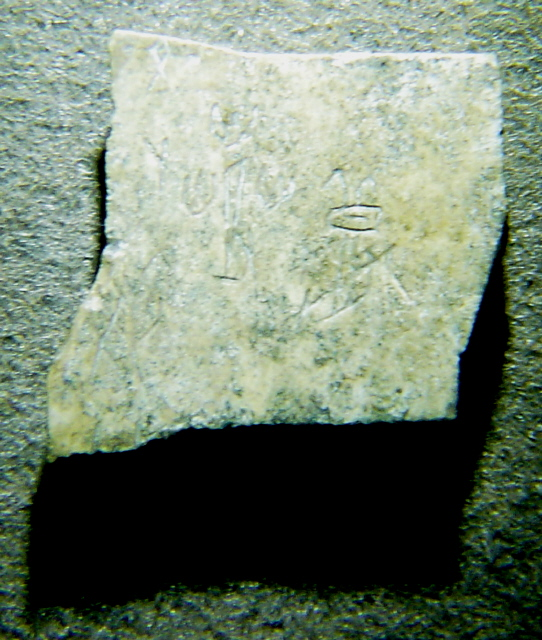
Escriptura dels ossos oraculars per Tardor
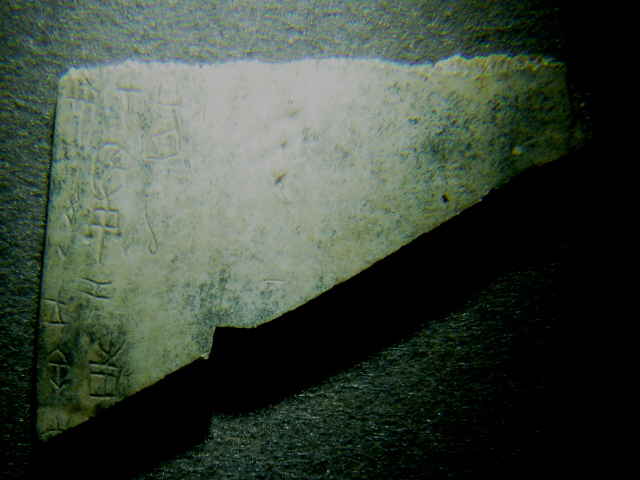
Escriptura dels ossos oraculars per Hivern
豕 shĭ Porc
犬 quǎn Gos
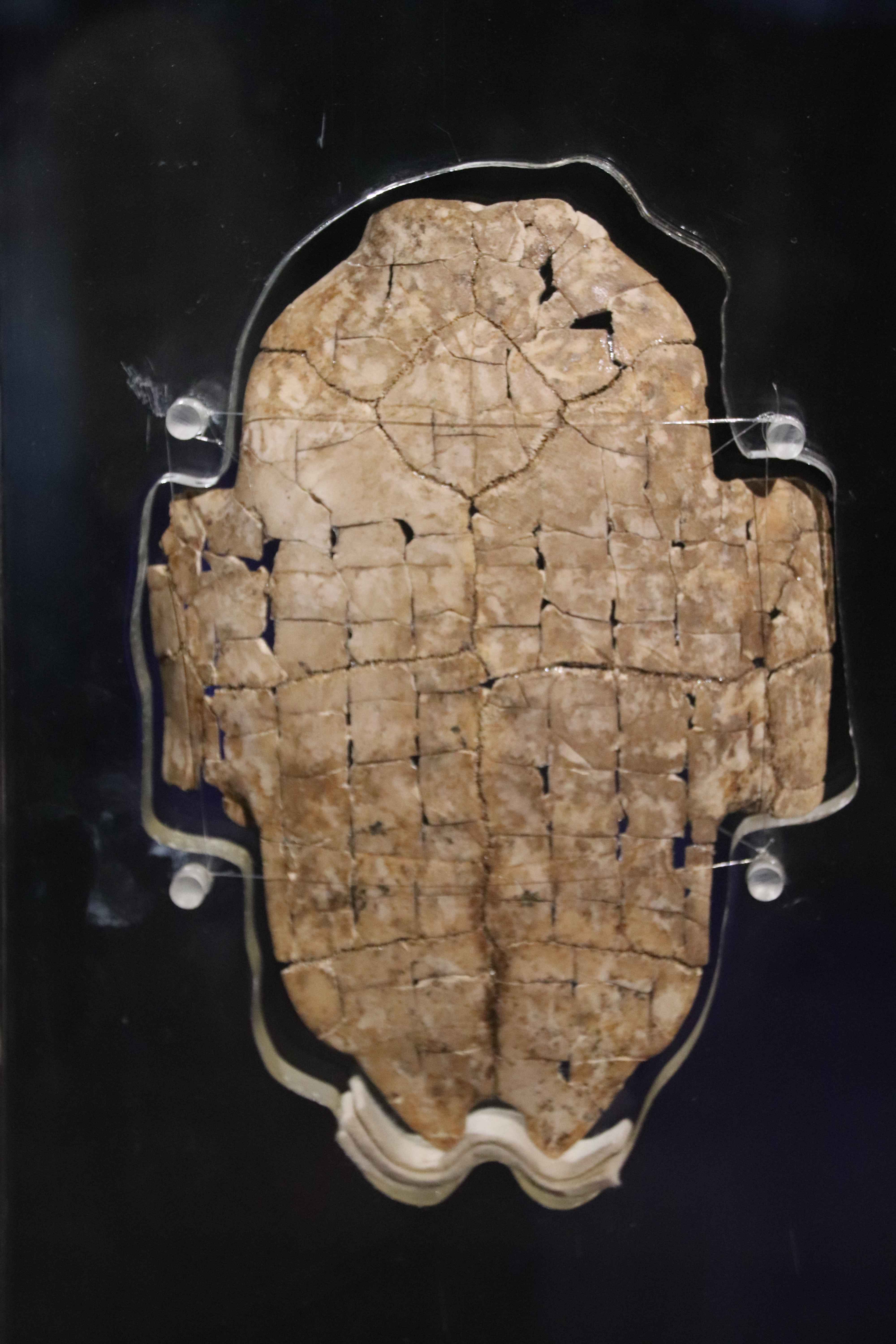
Plastó de tortuga usada per endevinació piromàntica a l'epoca de la Dinastia Shang